# Савюк, Виктор Авксентьевич
Виктор Авксентьевич Савюк (род. 13 мая 1962, Нововолынск, Волынская область, Украинская ССР, СССР) — российский инвестор, менеджер в сфере телекоммуникаций, диджей, автор приставки под торговой маркой Dendy, президент Акадо.

## Биография
Учился на факультете ВМК МГУ (1979—1984). Известный диджей в дискотеке «Лёгкий бум» (1986—1990). Сооснователь проекта «Азия» (1988—1991), занимавшегося записью и продажей аудиокассет с рассылкой по почте по всему СССР. Проект был закрыт из-за внимания ОБХСС. Вместе в Сергеем Осеневым вёл рубрику «Лёгкий бум» в первых выпусках ТВ программы «Оба-на!» в начале 1990-х годов.
Работал в компании Параграф (1991—1992).
В 1992 году Виктор Савюк пришёл в компьютерную компанию «Стиплер» с предложением организовать продажу телевизионных игровых приставок и сменных картриджей с играми под торговой маркой Dendy, возглавлял этот бизнес (1992—1998), принадлежащий компании Стиплер до её закрытия в 1996 году, и в качестве самостоятельной компании после 1996 года. В 1994 году компания «Стиплер» продала игровых консолей Dendy и аксессуаров к ним на $75 млн, в 1995-м — на $100 млн. Продажи приставок продолжались до 1998 года..
Автор торговой марки Dendy, рекламных слоганов «Dendy — Новая Реальность» и «Волшебный мир видеоигр», автор идеи создания телевизионной передачи «Денди — Новая Реальность» и выпуска журнала «Видео-Асс Dendy».
Заместитель генерального директора ЗАО «МТУ-Интел» (2001—2003). Первый заместитель генерального директора ОАО «Московская телекоммуникационная корпорация» (2003—2007). Президент компании Ренова-медиа (2007—2009). Виктор Савюк провёл реструктуризацию «компании Ренова-медиа» в период её преобразования в компанию «Акадо». За время работы увеличил оборот компании с 1,5 млрд ₽ в 2003 до 10 млрд ₽ ($350 млн) в 2008 году.

## Настоящее время
С 2010 года Виктор Савюк является частным инвестором. В частности, инвестировал в «Новые облачные технологии» в обмен на 5 % компании (2015). Инвестировал 200 тыс. долларов в сервис AppFollow (2016). В 2020 году приобрел долю в компаниях Финансист, DeckRobot.
Член советов директоров компаний «Новые облачные технологии» (2015—2019), Интеллион (2016—2019), Cinemood (c 2018), AppFollow (2017—2020), Naumen (с 2020).
Ментор-эдвайзер стартапов Cinemood(с 2017), AppFollow (2016—2020), Финансист (с 2020), Deckrobot (с 2020), HeyMom (c 2020), бесплатно проводит менторские сессии для русскоязычных основателей стартапов с 2015 года.
Занимается благотворительностью, финансирует проекты «Старость в радость», «Душа с душою говорит» (с 2020).
В 2023 году включён в «Зал Славы видеоигровой индустрии России».